# Рыботичи

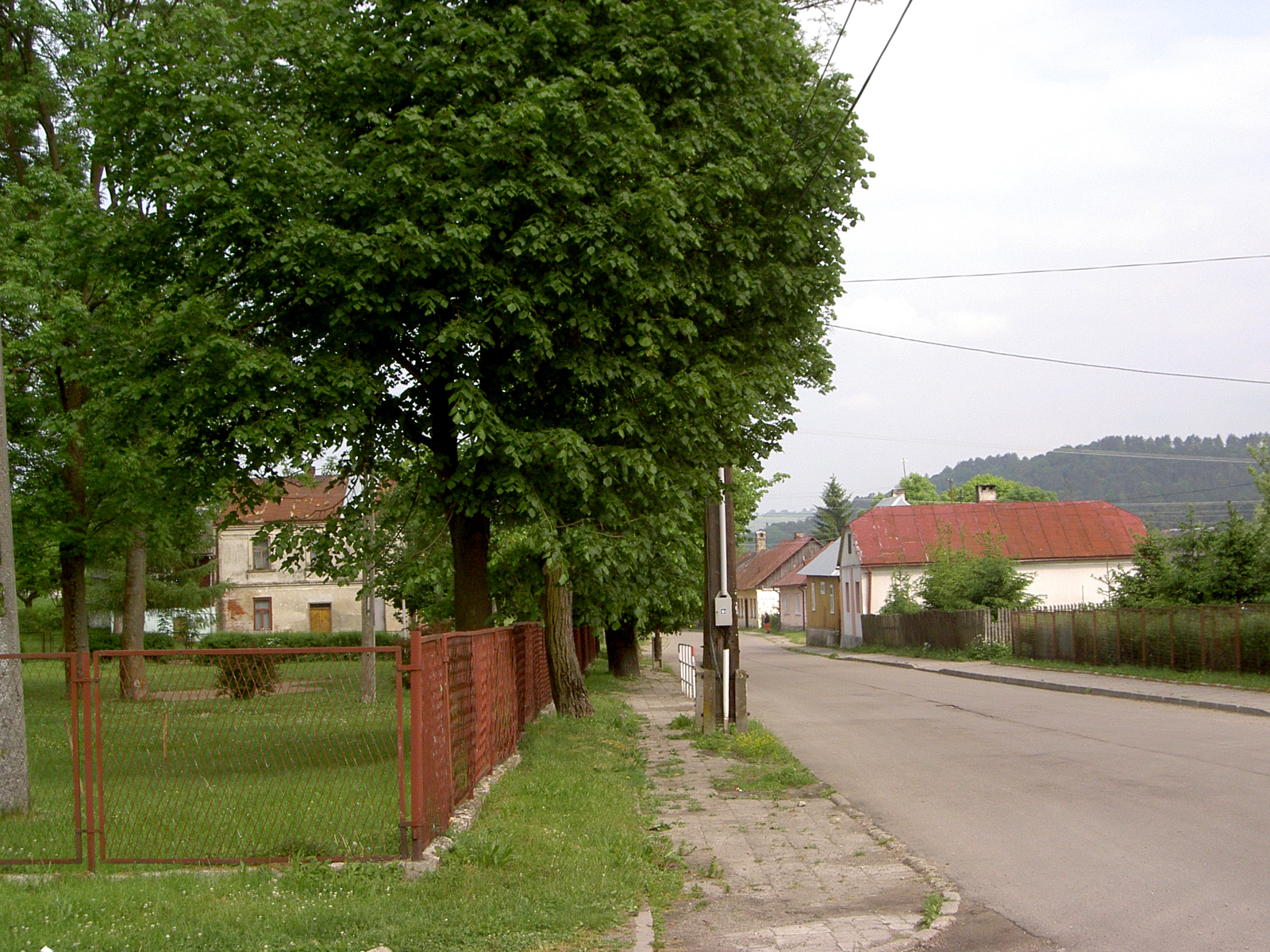
В центре Рыботич

Рыботичи — село в Польше, (Подкарпатское воеводство, Перемышльский повет, гмина Фредрополь).
Расположено на 18 км на юго-запад от Перемышля и на 10 км на юго-запад от Фредрополя. Лежит над рекой Вигор.
Первые записи о селе относятся к 1367 году, когда король Казимир Великий передал территорию бассейна верхнего течения Вигора Стефану Венгжинову (с 1368г. - граф Стефан Рыботицкий). Граф Рыботицкий был племянником Богдана I - первого госпадаря Молдавского независимого государства. Он вместе с дядей в 1359 году совершил удачный поход в Молдавию, где правил воевода Балк - сын Саса, которые являлись наместниками Венгерской короны. Победив Балка, Богдан остался в Молдавском княжестве, а Стефан отправился с своим отрядом в земли Червонной Руси, где выступил, как союзник Казимира III Великого.
На этой малонаселённой территории были сёла, известные ещё со времён Киевской Руси, такие как Рыботичи, Серакизцы, Вугники, а также поселения, которые относились к православным монастырям, где были местности, названные позднее Пацлав, Посада Рыботицкая и Троица.
Король Казимир Ягеллончик дал Рыботичам Статус города. С тех пор началось заселение этих
территорий поляками. Владельцы Рыботич получали фамилию по названию местности: Рыботицкие (в Рыботицах); Берестянские(в Берестянах); Бисковские(в Бисковичах); Буховские(в Буховичах); Волосецкие(?); Губицкие(в Губичах). Расселение произошло в середине XV века. Изначально потомки графа были православными. Все фамилии рода принадлежат к гербу "Сас", который изначально являлся родовым гербом  потомков графа Рыботицкого. В XVI - XVII веках к гербу примкнули многие шляхетские рода и фамилии. С того времени Сас (герб) запечатывает более 600 шляхетских родов и фамилий и является одним из самых распространённых гербов провинциальной шляхты в  Восточной Галиции.
Город имел интересную историю. Не минула его ни татарская орда, ни шведские завоеватли. Уже в XVII веке развивалась тут мелкая промышленность и ремёсла. Были тут стекольный заводик и 3 водяные мельницы, изготовлялась бумага. До 1938 года город славился изготовлением обуви. В межвоенный период в Рыботичах работал молокозавод, который входил в состав «Маслосоюза». Молокозавод вырабатывал масло из сметаны, в частности той, которую привозили из села Аксманичи.
С давних времён Рыботичи были известны как центр иконописного искусства. В 1589 году Прокоп Попович рисовал иллюстрации к Евангелию. Художниками становились не только монахи из посада, но и мещане. Иконостасы из этой школы были в церквях в Посаде Рыботицкой, Буцеве и во многих других местностях.
В Рыботичах стояла каменная церковь с 1775 года, которую после выселения украинцев превратили в склад, а затем разобрали. Сохранось только каменное строение греко-католического прихода.
В 1880 году в гмине насчитывалось 248 домов и 1437 жителей, а в усадьбе — 4 здания и 45 жителей. Среди жителей Рыботич было 839 грекокатоликов, 167 римокатоликов и 476 евреев. Национальный состав Рыботич был такой: 167 поляков, 839 русинов (украинцев), 476 немцев. В 1915 году многие жители умерли во время эпидемии тифа. 

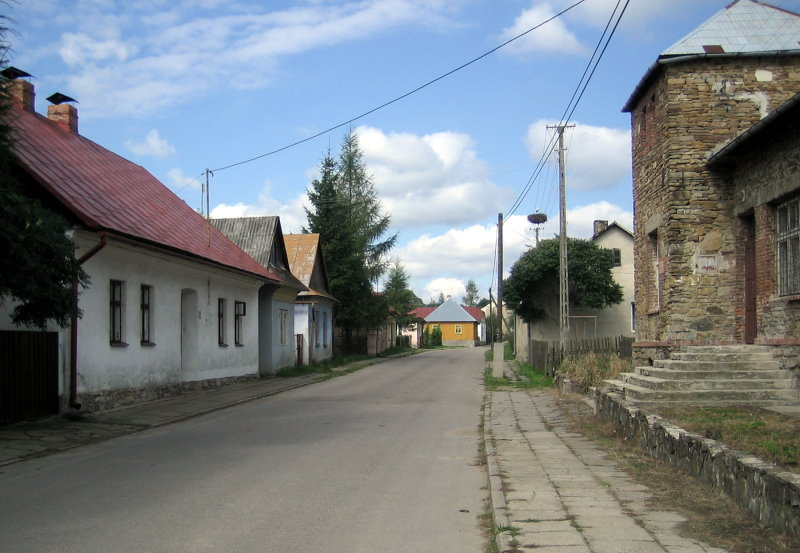
На главной улице

В 1921 году в Рыботичах было 228 домов и 1262 жителя, из них 774 грекокатоликов, 174 римокатоликов и 314 евреев.
Сразу после Второй мировой войны произошли большие изменения среди состава населения. Во время гитлеровской оккупации было истреблено много евреев, а большое число украинцев было депортировано в 1946 году на Украину. Под конец мая 1947 года 60 лиц украинской национальности,  было переселено на западные земли Польши, во время операции «Висла».
Сейчас в Рыботичах проживает 440 человек.

## Евреи в Рыботичах
Когда-то в Рыботичах проживала довольно большая еврейская община. Так, в 1938 году в Рыботичах проживало 480 человек. У них была своя синагога, дом молитвы, школа. До сегодняшнего дня сохранилось лишь еврейское кладбище на окраине Рыботич.

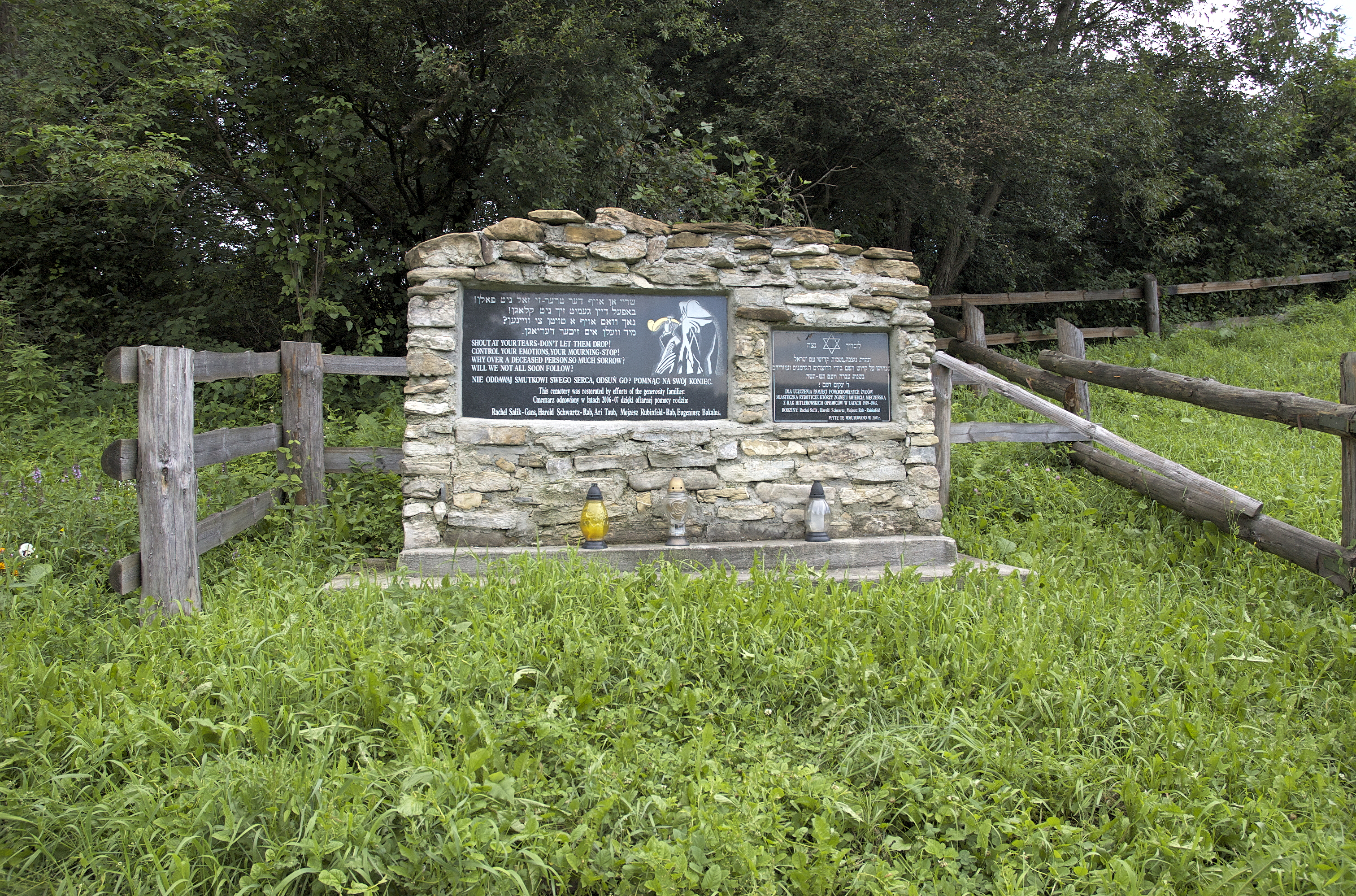
Еврейское кладбище